# ソニック3Dブラスト
『ソニック3Dブラスト』（ソニックスリーディーブラスト, SONIC 3D BLAST）は、セガ・エンタープライゼスが1996年11月7日に発売したメガドライブ用ソフトのアクションゲームである。
日本では未発売であったが、1999年10月14日にセガサターン用ソフトにアレンジして移植された『ソニック3D フリッキーアイランド』として発売された。さらにオリジナル版が2002年12月19日にニンテンドー ゲームキューブ用ソフトの『ソニック メガコレクション』に、2004年12月1日にPlayStation 2とXbox用ソフトの『ソニック メガコレクション プラス』にそれぞれ収録された。また2007年10月16日からWiiのバーチャルコンソールで（600ポイント）配信開始された。
このほかにも、Steamへの移植版が日本語非対応ながらも2010年6月2日から配信されている。
この項目では1999年10月14日発売されたセガサターン用ソフトの『ソニック3D フリッキーアイランド』についても合わせて解説する。

## 概要
これまでのシリーズ作品が横スクロールアクションであったのに対して、本作はクォータービューの見下ろし視点の3Dアクションになっている。メガドライブの機能とソフトに搭載されている回転・拡大機能の限界を超えたオープニングムービーがあり、グラフィックも限界を超えたものになっている。
ゲームシステムは『フリッキー』をベースにしており、各ゾーンのアクトにいるロボットを破壊してフリッキーを5匹救出して、エリアのどこかにあるマンホールのようなリングへ運ぶとそのエリアは完了になり、これを繰り返してアクト内にいるフリッキーを全て救出するとアクトはクリアになる。各ゾーンのアクト3はドクター・エッグマンの対決になり、ドクター・エッグマンを倒すとそのゾーンはクリアになり、次のゾーンへ行くことができる。
これまでのソニックと同様にリングが無い状態でダメージを受けるとミスになるが、本作では落下や水中での息切れによるミスはない。

## フリッキーについて
フリッキーを救出するとソニックの後ろから付いてくる。ダメージを受けると散らばるが、再び触れるとソニックの後ろからついてくる。バリアを装備するとフリッキーもバリアに包まれるため、バリア状態ではダメージを受けてもフリッキーは散らばらない。フリッキーが多くいると、スプリングジャンプでは通常届かなかったアイテムが、フリッキーに取ってもらえるようになる。なお、フリッキーの色は異なる動きがあり、全4色がいる。
- 青いフリッキーはソニックに向かって動く。
- 緑のフリッキーは不規則に動き回る。
- ピンク[注釈 1]のフリッキーは円を描くようにソニックに向かって動く。
- 赤いフリッキーは左右にジャンプする。

## スペシャルステージ
各アクトのどこかのエリア内にいるテイルスかナックルズにリングを50個以上渡すとスペシャルステージにワープする。リングは50個以上でなくても分けて渡すことができ、渡した合計が50個以上になってもワープできる。ワープできるのは各アクトで各キャラクターにつき1回しかワープできず、ゾーン6以降ではスペシャルステージに行くことができない。
このステージは上から見下ろした強制縦スクロールで左右の移動とジャンプのみを操作して、トゲを回避しながらリングをひたすら集めていき、トゲに当たってしまうとリングが10個減ってしまう。各チェックポイントごとに50個・100個・150個の3つあり、各チェックポイントの規定のリングを集めなかったり、リングを持たずにトゲに当たったりすると即終了になる。最終チェックポイントで150個以上のリングを集めるとカオスエメラルドが取得できる。カオスエメラルドを取得するたびにスピードが速くなったりトゲが多くなり、難易度が難しくなっていく。これを7個取得した状態でクリアすると最終ゾーンへ行くことができる。すでにカオスエメラルドを取得している場合、スペシャルステージをクリアすると残機数が1機増える。

## ステージ
本作の舞台は「フリッキーアイランド」。ゾーン8を除いて各アクトは3つまで。全8ゾーン、全22ステージ。最後のアクトはドクター・エッグマンの対決になる。また、一部の音楽は後にソニックアドベンチャーでリミックス、使用された。
ZONE1 GREEN GROVE ZONE（グリーングローブゾーン）
緑が豊かな最初のステージ。仕掛けが少なくてあまり難しくないので、操作に慣れるようにしていく。
ZONE2 RUSTY RUIN ZONE（ラスティルーインゾーン）
遺跡が舞台になっているステージ。ハンマー攻撃や動きを止めるものなどの様々な仕掛けが多く、スピン状態になる仕掛けもある。この仕掛けを使って岩の柱を壊す必要のある場面もある。
ZONE3 SPRING STADIUM ZONE（スプリングスタジアムゾーン）
その名の通りバンパーやスプリングがたくさん登場するステージだが、ダミーのスプリングも存在する。しばらく床の上に乗り続けると針が出てくる仕掛けが存在する。
ZONE4 DIAMOND DUST ZONE（ダイヤモンドダストゾーン）
氷山を舞台にしているステージ。氷の床が存在し、この床の上は滑りやすく移動しづらい。氷で出来たトゲはスピンアタックかスピンダッシュで簡単に壊すことができる。ほかにも雪原ステージおなじみの冷凍ガスもある。
ZONE5 VOLCANO VALLEY ZONE（ヴォルケーノバレーゾーン）
溶岩を舞台にしたステージで火に関連した仕掛けが多い。溶岩の床もあり、この上にいるとダメージを受ける。レッドバリアがあれば火や溶岩のダメージを受けずに済む。
ZONE6 GENE GADGET ZONE（ジーンガジェットゾーン）
工場が舞台になっているステージ。電気の床や近づくと上昇するプロペラの床、ポンプによる移動やベルトコンベアなどの様々な仕掛けがある。ポンプを間違えて移動するとスタート地点に戻されて戻ることが出来ないポンプがあるので注意。このゾーン以降からはテイルスとナックルズが登場しなくなり、スペシャルステージへ行くことができないため、最終ゾーンへ行くためにはこのゾーンを行くまでにカオスエメラルドを7個集めないといけないので注意。
ZONE7 PANIC PUPPET ZONE（パニックパペットゾーン）
エッグマンの基地。全体的な仕掛けはZONE6の物となっている。アクト1はカプセルの中にフリッキーが閉じ込められており、これを破壊すると救出でき、5匹救出するとクリアになる。アクト2はフリッキーはいないため、エッグマンの要塞に侵入するとクリアになる。このゾーンをクリアすると通常エンディングになるが、カオスエメラルドが7個ある場合は最終ゾーンへ行くことができる。
THE FINAL FIGHT（ザ ファイナルファイト）
カオスエメラルドを7個集めた時のみ行ける最終ゾーン。このゾーンのアクトは1つのみでドクター・エッグマンとの最終決戦になる。このゾーンをクリアすると、真のエンディングが見れる。

## ボス
グリーングローブゾーンのボス
ソニックのいる場所に弾む鉄球を落とす。体力が少なくなると速度が上がる。
ラスティルーインゾーンのボス
ソニック&ナックルズのエッグゴーレムのように、スフィンクスと合体している。腕を下ろしてソニックを潰そうとしたり、下部から弾を発射してくる。腕に乗って、顔部分に当たるエッグモービルに攻撃。
スプリングスタジアムゾーンのボス
棘付きの腕がついていて、普段は届かない場所を飛んでいるが、一定周期で腕を地面に叩きつけながら下降してくるので、その時が攻撃のチャンス。また、端には高い足場があり、ここに乗ると簡単に攻撃できるが、立ち続けるとトゲが出てくるので注意。体力が減ると速度が上がる。
ダイヤモンドダストゾーンのボス
周りに冷凍ガスの噴射口が8つ付いている。ダメージを与える度に噴射口が壊れるが、速度が上昇する。また、爆発する雪だるまを落としてくる。
ヴォルケーノバレーゾーンのボス
十字の溶岩パイプの中央にエッグモービルが合体しており、ソニックを追尾する炎を出してくる。中央のエッグマンを攻撃するが、小さな火の噴射口があるため、攻撃しづらくなっている。この噴射口は追尾する炎を当てることで破壊できる。また、溶岩にも注意。
ジーンガジェットゾーンのボス
ベルトコンベアーの上で戦い、トゲの付いたブロックを避けているとエッグマンが下降してきてミサイルを撃ってくるので素早く攻撃。体力が減るにつれ出てくるブロックの数が増える。
パニックパペットゾーンのボス
表向きのラスボス。エッグマンの要塞の中のタワーで戦い、3つの段階に分かれている。攻撃後に肩の青いパーツが光るので、そこに攻撃する。各腕4発づつ、計24発で倒せる。
- 最初は棘付きのハンマーでソニックを潰そうとしてきて、射程外にいるときは方から弾を出してくる。
- 2番目はボルケーノバレーゾーンのボスのように追尾する炎を発射してくる。
- 最後の段階は跳ねる弾を飛ばしてくる。

ファイナルウエポン
カオスエメラルドを7つ集めることで戦える真の最終ボス。5つの小さなステージでそれぞれ異なる攻撃をしてくる。攻撃が終わるとステージに上ってきて攻撃できるようになる。それぞれの攻撃を2回づつ、計10回避けて攻撃することで倒せて真のエンディングを見れる。
- 1つ目は指からレーザーを発射してくる。
- 2つ目は追尾する炎を発射してくる。
- 3つ目は手を使ってソニックを潰そうとしてくる。
- 4つ目はソニックのいる場所にミサイルを落とす。
- 5つ目は跳ねる弾を発射する。

## アイテム
ビッグ10リング
リングが10枚増える。
ハイスピード
移動速度が速くなる。
1UP
残り残機が1機増える。最大9機まで増える。
無敵
光のバリアが身を包み、無敵となる。
ブルーバリア
1回だけダメージを守ってくれると同時に、電気によるダメージを受けなくなり、ダメージなしで電気の床を移動できるようになる。
レッドバリア
1回だけダメージを守ってくれると同時に、炎によるダメージを受けなくなり、ダメージなしで溶岩の上を移動できるようになる。
ゴールドバリア
1回だけダメージを守ってくれると同時に、ジャンプ中にもう一度ジャンプボタンを押すとブラストアタックが出来るようになる。
ソニックアイコン
これを10個集めるとコンティニューが1回増え、ゲームオーバー時に残り回数がある限りコンティニューが可能になるZONE6,7には登場しない。。

## 操作方法

### 通常ステージ
ジャンプとスピンダッシュのボタンはオプションで変更することが出来る。
- 方向ボタンで移動、AボタンかCボタン（オプションで変更した場合はBボタン）でジャンプ。
- 止まっている状態にBボタン（オプションで変更した場合はAボタンかCボタン）でスピンダッシュ。
- スピンダッシュの状態のままにAボタンかCボタンを連打すると、通常より速いスピンダッシュになる。
- 移動しながらBボタンを押し続けると、スピンアタックになって転がりながら移動できる。
- ゴールドバリアを装備中にジャンプして、ジャンプ中にもう一度AボタンかCボタンを押すと、真下に攻撃するブラストアタックが出来る。

### スペシャルステージ
- 方向ボタン左右で移動、AかBかCのいずれかのボタンでジャンプ。

## 移植版
| No. | タイトル                                                                | 発売日                                           | 対応機種                                           | 開発元                 | 発売元 | メディア | 型式 | 備考                        |
| --- | ----------------------------------------------------------------------- | ------------------------------------------------ | -------------------------------------------------- | ---------------------- | ------ | --- | --- | --------------------------- |
| 1   | ソニック メガコレクション                                               | 2002年12月19日 2002年11月11日 2003年3月7日       | ニンテンドー ゲームキューブ                        | セガ                   | セガ   | 光ディスク | DOL-P-GSOJ DOL-P-GSOE DOL-P-GSOP                                                                                               |                             |
| 2   | ソニック メガコレクション プラス                                        | 2004年12月9日 2004年11月2日 2005年2月4日         | PlayStation 2 Xbox Windows                         | セガ                   | セガ   | DVD-ROM | SLPM-65758（PS2） ZD6-00003（Xbox） SLUS-20917（PS2） SKU-64057（Xbox） SLES-52998（PS2） INL-X06002（Xbox） SEGA-PC033（Win） |                             |
| 3   | ソニック3Dブラスト                                                      | 2007年10月19日 2007年11月19日 2007年11月2日      | Wii                                                | Traveller's Tales      | セガ   | ダウンロード (バーチャルコンソール)                                                                                      | MBUJ MBUE MBUP | 2019年1月31日配信・発売終了 |
| 4   | Sonic's Ultimate Genesis Collection Sega Mega Drive Ultimate Collection | 2009年2月10日 2009年2月20日                      | PlayStation 3 Xbox 360                             | Backbone Entertainment | セガ   | BD-ROM（PS3） DVD-ROM（X360）                                                                                            | BLUS-30259（PS3） 68034（X360） BLES-00475（PS3） INL-XT208502（X360）                                                         |                             |
| 5   | ソニック3Dブラスト                                                      | 2014年11月27日 2012年11月22日                    | Windows                                            | Traveller's Tales      | セガ   | ダウンロード (Steam) | INT 34278 |                             |
| 6   | Sega Genesis Classics                                                   | 2018年5月29日 Switch 2018年12月7日 2018年12月6日 | Linux macOS PlayStation 4 Xbox One Nintendo Switch | d3t セガ               | セガ   | ダウンロード (Steam、PlayStation Store、 Microsoft Store、 ニンテンドーeショップ) BD-ROM Nintendo Switch専用ゲームカード | PS4: CUSA-10828 CUSA-09771 XBO: INL-SE10663080 Switch: HAC-P-AQGKB HAC-P-AQGKA                                                 |                             |
| 7   | Sonic 3D Blast                                                          | 2022年10月27日                                   | SEGA Genesis Mini 2                                | エムツー               | セガ   | プリインストール | MK-16310 |                             |

## セガサターン版
1999年10月14日に『ソニック 3Dフリッキーアイランド』（SONIC 3D FLICKIES' ISLAND）というタイトルでセガサターンで日本国内に発売し、セガが国内で発売した最後のセガサターンソフトである。内容はジェネシス版をベースにグラフィックやサウンドなどをアレンジされ、特にスペシャルステージは別物に変更されている。ステージやゲーム内容は基本的にスペシャルステージ以外はオリジナル版と同じになっている。

### オリジナル版の変更点
- タイトルが『ソニック3D フリッキーアイランド』に変更されている。
- グラフィックとサウンドが向上されている。
- ソニックやテイルスなどのキャラクターグラフィックが変更されている。
- スペシャルステージが全く違うものに変更されている。
- スペシャルステージで取得できるカオスエメラルドが1ACTにつき1個までとなった。これに伴い、最終ゾーンへ行きづらくなり、難易度が上がった。
- オープニングムービーが変更されており、エンディングにムービーが追加されている。
- ZONE8の背景が真っ黒から、基地内に変更されている。

### スペシャルステージ
スペシャルステージの行き方はオリジナル版と同様だが、内容は異なってソニック2のスペシャルステージをベースにアレンジされて、グラフィックが3DCGでソニック2になかった仕掛けや演出が追加されている。3DCGは『ソニックジャム』や『ソニックR』をベースに採用されている。
このステージは各チェックポイントごとに規定のリングがあり、各チェックポイントまでの規定のリングを集められないと即終了になる。最終チェックポイントで規定のリングを集めるとカオスエメラルドが取得できる。カオスエメラルドを取得するたびにステージの難易度が難しくなっていく。これを7個取得した状態でクリアするとオリジナル版と同様、最終ゾーンへ行くことができる。すでにカオスエメラルドを取得している場合、スペシャルステージをクリアすると残機数が1機増える。
オリジナル版と違い、1つのアクトで取得できるカオスエメラルドが1個までになり、同じACTでの2回目のスペシャルステージをクリアした場合は残機数が1機増えるのみである。そのため、オリジナル版よりもカオスエメラルドを取得できる機会が限られ、最終ゾーンへ行きづらくなって、難易度が上がっている。

### 移植版
| No. | タイトル                                 | 発売日                      | 対応機種 | 開発元            | 発売元 | メディア | 型式               | 備考 |
| --- | ---------------------------------------- | --------------------------- | -------- | ----------------- | ------ | -------- | ------------------ | ---- |
| 1   | Sonic 3D Blast Sonic 3D Flickies' Island | 1997年9月25日 1997年9月30日 | Windows  | Traveller's Tales | セガ   | CD-ROM   | T-6822-01 MK-85064 |      |

## SONIC X-treme（日本名:ソニック エクストリーム）
海外のセガスタッフの開発で、セガサターン用の3Dソニックゲームとして制作が進んでいたソフト。当初はスーパー32X用ソフトとして開発が進んでいたが、スーパー32Xの売り上げが振るわなかったため、セガサターンへと移行された。
海外では雑誌に写真が掲載され、発売日も1996年のクリスマスと予定されていたが、開発中に何人かのスタッフがプロジェクトを離れて行くことで開発が苦しくなり、残ったスタッフの疲労のため、開発が休止状態になってしまった。この開発中止で空いた発売枠を埋めようと、急遽セガサターン版ソニック3Dが開発され、『ソニック エクストリーム』に代わって1996年11月に北米で発売されることになった。
海外のゲーム雑誌では7つのステージの画面写真と、メタルソニック、ファング、エッグマンといったボスキャラの存在を確認できる。この画面写真からこのゲームが魚眼レンズ状の3D画面（360度）であったことがわかっている。
『ソニック エクストリーム』のゲームエンジンは、後に発売された『ナイツ』に一部使用されたといわれる。なお魚眼レンズ状の3D画面を活用したソニックのゲーム作品は『ソニック ロストワールド』にて実現した。